# Hosta jonesii
Hosta jonesii là một loài thực vật có hoa trong họ Măng tây. Loài này được M.G.Chung mô tả khoa học đầu tiên năm 1989.